# Luka Turčić
Luka Turčić (Topolovac kod Bjelovara, 17. listopada 1853. – Nova Gradiška, 21. listopada 1906.),[nedostaje izvor] hrvatski katolički svećenik, teološki i vjerski pisac, pisac filozofskih rasprava o darvinizmu, prirodoslovlju, materijalizmu, postanku svijeta i čovjeka. Oko 1890. objavio je i raspravu u kojoj propituje postojanje izvanzemaljaca.
Bio je župnik u Kalniku. Zaslužan je za uređenje i dogradnju župne crkve te uređenje župnog dvora. Započeo je pisanje Spomen knjige Župe Kalničke i napisao povijest župe od srednjeg vijeka.[nedostaje izvor]
Objavio je niz »naravoslovno-mudroslovnih razprava« (prirodoslovno-filozofskih rasprava) u Katoličkom listu 1880-ih.

## Djela

### Knjige
- Stanovnici zviezda ili imade li živućih stvorova i na drugih nebeskih tjelesih kano i na Zemlji?, Križevci: G. Neuberg, oko 1890. (NSK: 000924768)
- O porieklu čovjeka po posljedcih prirodoslovnih znanosti i Biblije, Zagreb: A. Scholz, 1892. (NSK: 000924915)
- O darwinizmu, Križevci: G. Neuberg, 1892. (NSK: 000924096)
- O postanku, razvitku i koncu svijeta po posljedicama prirodoslovnih znanosti i Biblije, Križevci: Gustav Neuberg, 1894. (NSK: 000924809)
- Zbirka najvažnijih crkvenih zakona i naredaba, 1895.–1899. (hrvatski, latinski i njemački) (NSK: 000925423)
- Odgovor dru. Edi Lovriću na njegovu ocjenu moje zbirke najvažnijih crkvenih i državnih zakona knjige I. o crkvenoj upravi i knjige II. o vjeri i zapovijedima, Zagreb: A. Scholz, 1897. (pretisak iz Mjesečnika Pravničkog društva, br. 1, 1897.) (NSK: 000925399)
- Alfabetsko kazalo zbirke crkvenih i državnih zakona knj. I, II, i III : o crkvenoj upravi, o vjeri i zapovjedima, ter o bogoslužju, Zagreb: Scholz, 1919. (NSK: 000491282)

### Rasprave uKatoličkom listu
(izbor)
- O materialismu. Naravnoslovno–mudroslovna razprava, sv. 34, više nastavaka (br. 13, 14, 15, 17), 1883.
- Vjerojatnost i slučajni postanak reda u svietu. Naravoslovno–mudroslovna razprava, 34/21, 1883.
- Postanak vrsti. Nar. mudr. razprava, 34/28, 1883.
- Psyhički materijalisam. Naravoslovna mudrosl. razprava, 34/33 i 34/34, 1883.
- Može li katolički bogoslovac teoriju transformacije ili evolucije zagovati?, 40/27, 1889.